# Dereyüzüdere, Simav
Dereyüzüdere là một xã thuộc huyện Simav, tỉnh Kütahya, Thổ Nhĩ Kỳ. Dân số thời điểm năm 2008 là 364 người.